# Císařovna vdova Šao
Císařovna vdova Šao (čínsky pchin-jinem Shào, znaky 邵; † 1522), posmrtným jménem císařovna Siao-chuej (čínsky v českém přepisu Siao-chuej chuang-chou, pchin-jinem Xiàohuì huánghòu, znaky 孝惠皇后), byla čínská císařovna vdova, jedna z vedlejších manželek císaře Čcheng-chuy a matka knížete Ču Jou-jüana, otce císaře Ťia-ťinga.

## Život
Šao koupil od jejího otce enušský intendant v Chang-čou, který ji poskytl vzdělání a daroval Čcheng-chuovi, v letech 1464–1487 císaři čínské říše Ming. S titulem urozená dáma (kuej-fej) se stala jednou z panovníkových vedlejších manželek. Dala mu tři syny, Ču Jou-jüana (1476–1519), Ču Jou-luna (1478–1501) a Ču Jou-jüna (1481–1507).
Začátkem 20. let 16. století, již slepá, dožívala v prádelnách Zakázaného města. Roku 1521 však zemřel bezdětný Čcheng-chuův vnuk, císař Čeng-te. Na trůn nastoupil jeho nejbližší mužský příbuzný Ťia-ťing, syn Ču Jou-jüana a tedy vnuk paní Šao. Ťia-ťing vysoce ctil svou rodinu, a ve velkém sporu o obřady koncem roku 1521 prosadil udělení císařské hodnosti svému otci, matce i babičce, paní Šao.
Roku 1522 zemřela a obdržela posmrtné jméno císařovna Siao-chuej (孝惠皇后).